# Flavia Vento
Flavia Vento (Roma, 17 maggio 1977) è una showgirl ed ex modella italiana.

## Biografia
Dopo la maturità linguistica, intraprende l'attività di modella a Milano e Parigi.
Inizia la carriera nella pubblicità televisiva, con la partecipazione, nel 1995, a spot televisivi  della Neutro Roberts, e nel 1998, della Ferrero Rocher. La notorietà mediatica le arriva con la partecipazione al programma Il lotto alle otto nel 1999, nel quale interpreta la Fortuna,  ma, in seguito, anche grazie a una pubblicità del caffè Lavazza, appartenente alla serie di scenette ambientate in Paradiso, in cui compare insieme a Riccardo Garrone e Tullio Solenghi. Nel numero mese di maggio di quello stesso anno, l'edizione italiana di Playboy le dedicherà un servizio e la copertina.
In seguito, la partecipazione alla trasmissione televisiva Libero la rende nota al pubblico televisivo come "la valletta sotto il tavolo": in pratica, per quasi tutto il programma, rimane chiusa dentro una teca trasparente sotto al tavolino sul quale il conduttore, Teo Mammucari,poggia i telefoni che servono per gli scherzi telefonici su cui si basa il programma, uscendo da quello spazio solo per raccontare freddure o cantare in modo stonato. Per alcuni critici questa partecipazione fornisce l'ennesimo esempio di ragazza priva di particolari doti artistiche e dal limitato bagaglio culturale, divenuta famosa solo per la sua avvenenza fisica; altri invece fanno notare come proprio quel ruolo di "donna in vetrina", estremizzato al massimo, sia in realtà una critica o una presa in giro, da parte degli autori del programma, nei confronti del ruolo e della figura delle numerose "vallette" presenti in moltissimi programmi.
Nell'estate del 2000 conduce la prima edizione di Stracult, programma settimanale sul cinema italiano ideato da Marco Giusti, in onda in seconda serata su Rai 2; come sigla del programma viene usata anche la canzone Tequila (il mambo del giubileo) di Piotta, nel cui video Flavia Vento è protagonista femminile. Nello stesso anno viene scelta come protagonista per il calendario del mensile Boss, ed è anche la protagonista, insieme a Stefania Rocca e Alessia Merz, degli spot per la campagna di privatizzazione dell'Enel. Nell'estate del 2001 recita nella rappresentazione de Gli uccelli di Aristofane, insieme a Franco Oppini e Ninì Salerno, per la regia di Renato Giordano. Sempre in quell'anno incide il CD Moreno, contenente quattro versioni differenti dello stesso singolo.
Nel 2002 è nel cast della fiction di Rai 2 Cinecittà, accanto a Barbara De Rossi e Carlo Croccolo. Nel 2003 partecipa al film Andata e ritorno di Alessandro Paci. Nel 2004 prende parte come concorrente alla prima edizione del reality show La fattoria, condotto da Daria Bignardi su Italia 1, ma si ritira a pochi giorni dall'inizio per incomprensioni con i compagni.
Si è avvicinata al mondo della politica dichiarando inizialmente la propria simpatia per La Margherita, ma alle elezioni regionali del 2005 è stata candidata nel Lazio con il nuovo PLI, che ha presentato una lista unitaria con il PRI a sostegno della candidatura a presidente di Francesco Storace: ottiene 34 preferenze. In molti messaggi del suo blog e del suo sito ufficiale si professa amante degli animali, soprattutto dei cani, e ha cercato, con più iniziative, di sensibilizzare i lettori sul problema dei canili troppo affollati e senza fondi.
Il 16 e 17 maggio 2005 Flavia Vento ha condotto Striscia la notizia su Canale 5 assieme a Pino Insegno e Pino Campagna. Il 19 giugno 2006 ha partecipato come opinionista alla puntata pilota di Grimilde, in onda su Italia 1, in cui suggeriva via auricolare alla conduttrice Alba Parietti, le domande da porre alle ospiti intervistate. Nello stesso anno è assieme ad altri personaggi televisivi minori che avevano ricevuto particolare visibilità in quel periodo (Raffaella Lecciso, Antonio Zequila, Giucas Casella, Karim Capuano) nel cast del film Parentesi tonde, per la regia di Michele Lunella, generalmente ritenuto appartenente al genere trash. È stata in seguito coinvolta nello scandalo di Vallettopoli per un presunto ricatto al bomber ed ex capitano della Roma Francesco Totti, accusa che la soubrette respinge e smentisce.
Nel 2008 ha partecipato come concorrente alla sesta edizione del reality show di Rai 2 L'isola dei famosi, condotto da Simona Ventura con Filippo Magnini. Si ritira il 29 settembre 2008 per motivi personali, dopo aver ricevuto per due volte la nomination. Nel 2012 è tornata a rivestire i panni di naufraga ne L'isola dei famosi, nella nona edizione del programma condotta da Nicola Savino con Vladimir Luxuria. Deciderà ancora una volta di ritirarsi il 4 febbraio, dopo dieci giorni, per problemi di salute, legati alle numerose punture di zanzara e alle frequenti incomprensioni con i compagni. Terminato il programma, ha pubblicato il suo primo libro di poesie, intitolato Parole al vento. Nell'autunno dello stesso anno ha manifestato la propria vicinanza al Movimento 5 Stelle, con alcuni tweet ripresi anche dalla stampa.
Negli anni successivi prende parte, in qualità di ospite e opinionista, a puntate di diversi programmi televisivi, fra cui principalmente Domenica Live, Pomeriggio Cinque e Quelli che il calcio. Nel 2020 torna a recitare partecipando come protagonista insieme a Éva Henger, Giorgio Como e Costantino Vitagliano al cortometraggio Il postino sogna sempre due volte diretto da Rocco Marino. Nel settembre 2020 entra come concorrente nella casa della quinta edizione del Grande Fratello VIP, condotta da Alfonso Signorini. Per motivi personali, però, decide di ritirarsi dopo circa 24 ore dall'inizio del programma.
Nel gennaio 2022 partecipa al programma televisivo Back To School su Italia 1 in qualità di "ripetente". Il programma, infatti, mette alla prova degli adulti, sottoponendoli all'esame di quinta elementare. Nel 2022 partecipa anche al reality La pupa e il secchione condotto da Barbara D'Urso, ma si ritira ancora una volta poco dopo l'inizio del programma. Torna in tv tre anni dopo ad Avanti un altro! su Canale 5.

## Filmografia

### Cinema
- Andata e ritorno, regia di Alessandro Paci (2003)
- Parentesi tonde, regia di Michele Lunella – se stessa (2006)
- Il postino sogna sempre due volte, regia di Rocco Marino – cortometraggio (2020)

### Televisione
- Cinecittà, regia di Alberto Manni – serie TV (2003)

### Videoclip
- Tequila (il mambo del giubileo) di Piotta (2000)
- L’amore è irrazionale di Jean Christophe Moroni (2022)
- Svalutation di Jean-Christophe Moroni (2022)

## Teatro
- Gli uccelli, di Aristofane, regia di Renato Giordano (2001)

## Programmi televisivi
- Il lotto alle otto (Rai 2, 1998-2001) Valletta
- Libero (Rai 2, 2000) Valletta
- Stracult (Rai 2, 2000) Conduttrice
- La fattoria (Italia 1, 2004) Concorrente
- Bla bla bla (Rai 2, 2005)
- Scherzi a parte - Il castello (Canale 5, 2005) Concorrente
- Striscia la notizia (Canale 5, 2005) Conduttrice[23]
- Grimilde (Italia 1, 2006) Opinionista
- L'isola dei famosi (Rai 2, 2008, 2012) Concorrente
- Grande Fratello VIP 5 (Canale 5, 2020) Concorrente
- Live - Non è la D'Urso (Canale 5,  2020-2021) Opinionista fissa
- Back to School (Italia 1, 2022) Concorrente
- La pupa e il secchione Show (Italia 1, 2022) Concorrente
- Avanti un altro! (Canale 5, dal 2025)

## Discografia

### Singoli
- 2001 – Moreno

## Opere
- Parole al vento, Milano, Bietti, 2012, ISBN 978-88-8248-256-5.